# West Cape (Heard)
Das West Cape (englisch für Westkap) ist ein Kap der Insel Heard im südlichen Indischen Ozean. Es bildet den südlichen Ausläufer der Laurens-Halbinsel und markiert westlich die Einfahrt zur West Bay.
Das Kap ist erstmals auf Kartenskizzen des US-amerikanischen Robbenfängerkapitäns H. C. Chester aus dem Jahr 1860 zu finden. Wissenschaftler der Australian National Antarctic Research Expeditions nahmen 1948 Vermessungen vor und benannten das Kap in Anlehnung an die Benennung der gleichnamigen Bucht.